# Verzuz
Verzuz — це американський веб-серіал, створений продюсерами Timbaland і Swizz Beatz, який транслюється на Verzuz TV.
Verzuz був представлений під час пандемії COVID-19 як віртуальна битва діджеїв, у якій Timbaland і Swizz Beatz зіткнулися в першій ітерації під час прямої трансляції в Instagram у березні 2020 року.
Серіал запрошує двох музикантів, переважно R&B та хіп-хоп, щоб висвітлити свої дискографії у двох раундах із 10 пісень протягом тригодинної сесії. 
Вебкаст швидко привернув багатьох глядачів як спосіб впоратися з карантином під час пандемії COVID-19, він став засобом для глядачів сміятися, співати, танцювати, повертатися в минуле з почуттям ностальгії, дивитися інших артистів спілкуватися та взаємодіяти один з одним через коментарі та відповіді під час перегляду, а також один з одним на екрані під час битви, а також це об’єднало всіх під час кризи. Битви спрямовані на зіткнення артистів один з одним, але вони проводяться зі смаком і закінчуються вихваляннями, взаємними подяками та святкуванням.
Найпопулярніші епізоди включають битви між продюсерами Тедді Райлі та Babyface, співаками Ерікою Баду та Джилл Скотт, Бренді Норвуд та Монікою, Гледіс Найт та Патті ЛаБелль, а також реперами Ludacris та Nelly, DMX та Snoop Dogg, The Lox і The Diplomats, Fat Joe та Ja Rule, Three 6 Mafia і Bone Thugs-n-Harmony, а також Young Jeezy та Gucci Mane.
9 березня 2021 року серіал придбала компанія TrillerNet.
У 2021 році веб-серіал отримав нагороду NAACP Image Award.

## Перегляд і рейтинги
Загальна кількість переглядів у соціальних мережах була зафіксована та почалася в середині 1 сезону Verzuz:
| Претенденти                     | Verzuz TV Live | Apple Music Viewers                                                        | Загальна кількість показів | Примітки |
| ------------------------------- | --- | -------------------------------------------------------------------------- | -------------------------- | --- |
| Аліша Кіз проти Джона Легенда   | 160 000+ | 590 000+                                                                   | 1 мільярд+                 | #1 Популярна тема та різні 2-11 тенденції |
| Fabolous проти Jadakiss         | 269 000+ | 500 000+                                                                   | 750 мільйонів+             | #1 Популярна тема та різні 2-20 трендів |
| DMX проти Снуп Дога             | 525 000+ (одночасних глядачів) 2 мільйони+ (загальна кількість глядачів) 26+ мільйонів (In-Stream Likes)                     | 600 000+ (одночасних глядачів) 1,4 мільйона+ (загальна кількість глядачів) | 1,75 мільярда+             | #1 Популярна тема та різні 2-30 трендів >168% твітів із попередньої битви |
| Рік Росс проти 2 Chainz         | 223 000+ (одночасних глядачів) 1,2 мільйона+ (загальна кількість глядачів) 5 мільйонів+ (In-Stream Likes)                    | 410 000+ (одночасних глядачів) 800 000+ (загальна кількість глядачів)      | 1 мільярд+                 | #1 Популярна тема та різні 2-30 трендів 2-й за кількістю твітів |
| Бренді проти Моніки             | 1 243 000+ (одночасних глядачів) 4,2 мільйона+ (загальна кількість глядачів)◆ 100+ мільйонів (In-Stream Likes)               | 1,8 мільйона+ (загальна кількість глядачів)                                | 5 мільярдів+               | #1 Популярна тема та різні 2-30 трендів 1 мільйон+ твітів (США перевершили VMA 2020) 1,9 мільйона+ твітів (у всьому світі)                                                                                      |
| Гледіс Кінг проти Патті Лабелль | 612 000+ (одночасних глядачів) 2,5 мільйона+ (загальна кількість глядачів) 28+ мільйонів (In-Stream Likes)                   | 1,2 мільйона+ (загальна кількість глядачів)                                | 3 мільярди+                | #1 Популярна тема та різні 2-30 трендів 2-й за кількістю твітів |
| Gucci Mane проти Jeezy          | 1,8 мільйона+ (одночасних глядачів) 5,5 мільйонів+ (загальна кількість глядачів) 126 800 000+ (In-stream Likes)              | 2,3 мільйона+ (загальна кількість глядачів)                                | 7 мільярдів+               | #1 Популярна тема та різні 2-30 трендів 1,3 мільйона неофіційних переглядів на YouTube / Facebook 1,6 мільйона+ твітів (США) 3,2 мільйона+ (у всьому світі)                                                     |
| E-40 проти Too Short            | 285 000+ (одночасних глядачів) 1,9 мільйона+ (загальна кількість глядачів)▶ 6 мільйонів+ (In-Stream Likes)                   | 800 000+ (загальна кількість глядачів)                                     | 1,2 мільярда+              | #1 Популярна тема та різні 2-30 трендів 200 000 неофіційних переглядів на YouTube/Facebook 437 000+ твітів (у всьому світі) 3-й за кількістю твітів                                                             |
| Ашанті проти Кіші Коул          | 1 238 000+ (одночасних глядачів) 6 мільйонів+ (загальна кількість глядачів)▲ Побиття рекорду 123 мільйони+ (In-Stream Likes) | 1,6 мільйона+ (загальна кількість глядачів)                                | 4,5 мільярда+              | #1 Популярна тема та різні 2-30 трендів 500 000 неофіційних переглядів на YouTube/Facebook 1 590 000+ твітів (у всьому світі) 2-й за кількістю твітів Здобуто понад 11,3 загальних потоків на вимогу (Дані MRC) |
| Омаріон проти Маріо             | 725 000+ (пікова кількість одночасних переглядів) — усі платформи 5 120 000+ (загальна кількість глядачів) — усі платформи   | припинено                                                                  | N/A                        | #1 Популярна тема та різні 2-30 трендів 6 935 000+ живих коментарів на всіх платформах 650 000+ твітів |